# Walter Jonas (Drehbuchautor)
Walter Jonas (* 13. Januar 1900 in Berlin; † 14. Juni 1965 in Paris) war ein deutscher Drehbuchautor und Dramaturg.

## Leben und Wirken
Jonas absolvierte das humanistische Gymnasium und war anschließend in einer Buchhandlung sowie im Verlags- und Vertriebswesen tätig. 1923 sprach ihn Henrik Galeen an und bat ihn, an der Bearbeitung des Drehbuchs zu der filmischen Schauergeschichte Das Wachsfigurenkabinett (ungenannt) mitzuwirken. Der große Erfolg des Streifens machte Jonas schlagartig bekannt, und er wurde zum Jahresbeginn 1924 von der Berliner Produktionsfirma Phoebus-Film als Dramaturg eingestellt. 
Für eben diese Firma stellte Jonas schließlich ab 1925 Drehbücher her. Sie lieferten die Basis für Unterhaltungsfilme ohne größeren intellektuellen Anspruch. In späteren Jahren wirkte Jonas auch für andere Filmfirmen. Nach nur zwei  Tonfilmen verschwand Walter Jonas aus dem Blickfeld der Öffentlichkeit.

## Filmografie
- 1925: Nick, der König der Chauffeure
- 1925: Schiff in Not
- 1925: Die Feuertänzerin
- 1928: Der geheime Kurier
- 1928: Fräulein Chauffeur
- 1928: Zwei höllische Tage
- 1930: Im Kampf mit der Unterwelt
- 1931: Der unbekannte Gast